# Сарсак
Сарса́к (рос. Сарсак) — річка в Росії, ліва притока річки Чаж. Протікає територією Можгинського району Удмуртії та Агризького району Татарстану.
Річка починається на території села Карашур на території Можгинського району. Протікає спочатку на схід, після села Зобнино повертає на південний схід. Біля села Татарський Тансар вже на території Агризького району річка протікає на схід, але потім знову повертає на південний схід. Впадає до Чажа навпроти села Сарсак-Омга. Береги місцями заліснені, приймає декілька дрібних приток.
Над річкою розташовані такі населені пункти:
- Можгинський район — Карашур, Велика Кіб'я, Зобнино, Туташево;
- Агризький район — Татарський Тансар.